# Rosso forlivese
Rosso forlivese, o anche rosa forlivese, è un'espressione dal valore storico-artistico, o anche architettonico, per indicare una particolare gradazione di colore dei materiali laterizi. Si tratta di un colore rosso rosato o, se si preferisca, rosa rossiccio, quasi simile all'incarnato, che caratterizza i prodotti dell'area forlivese.

## Ambito geografico
A proposito della particolare colorazione dei prodotti laterizi forlivesi, Marina Foschi ha notato come si possa definire "una fascia di cesura fra la tradizione luminosa e levigata marchigiana e quella ferrigna e chiaroscurata emiliana".

## Ambito storico
Il risultato dei materiali e delle tecniche impiegate a Forlì è un tipico "effetto cromatico, color cotto chiaro, intenso e pur così trasparente, qual è anche nei resti archeologici del luogo e che sarà ereditato dalla città ottocentesca". Tale gradazione di colore caratterizza, infatti, tutti gli edifici storici della città, costruiti con largo impiego del laterizio.
Peraltro, l'antichità e l'intensità del legame tra Forlì e la produzione di manufatti argillosi sono ulteriormente testimoniate dal fatto che, nei secoli, il nome Forlì è stato sostituito anche da quello di Figline, la cui etimologia richiama i luoghi di lavorazione dell'argilla.

## Confronto con lavori recenti
Qualora, quindi, come è accaduto in alcuni lavori recenti, i materiali usati in Forlì siano di provenienza diversa, sono immediatatamente distinguibili anche ad un occhio non esperto. Un caso emblematico è presente nel Cimitero Monumentale di Forlì. Qui, nel 1933 avvenne l'isolamento strutturale del Pantheon a seguito dell'ampliamento del cimitero. In questo caso, ben si vede la differenza cromatica tra i laterizi precedenti, dal tipico color rosso forlivese, e quelli posti in opera nell'occasione: si nota, cioè, "la brusca variazione di colore, verso il rosso cupo, nei padiglioni terminali delle arcate, ricostruiti dopo l'isolamento del Pantheon, nel 1933".

## Le argille
Nella zona di Forlì, i sedimenti alluvionali del Pleistocene e dell'Olocene, che "raggiungono una potenza media di oltre 300 metri", sono costituiti "da una serie prevalentemente argillo-limosa con intercalazioni ghiaiose e talvolta sabbiose".